# Vilhelm Theodor Fischer
Vilhelm Theodor Fischer, född 4 oktober 1857, död 24 oktober 1928, var en dansk konstnär.
Fischer utvecklade sig genom studier å akademin i Köpenhamn och på resor till en framstående och omtyckt djurmålare. Han var från 1894 knuten till Den Kongelige Porcelænsfabrik och vann stora framgångar på världsutställningarna i Paris 1900 och Saint Louis 1904. Fischers äktdanska humor och genreartade berättartalang gjorde hans djurframställningar mycket uppskattade, vare sig de uppträdde som porslinsfigurer eller bokillustrationer.